# Ernst Robert Curtius

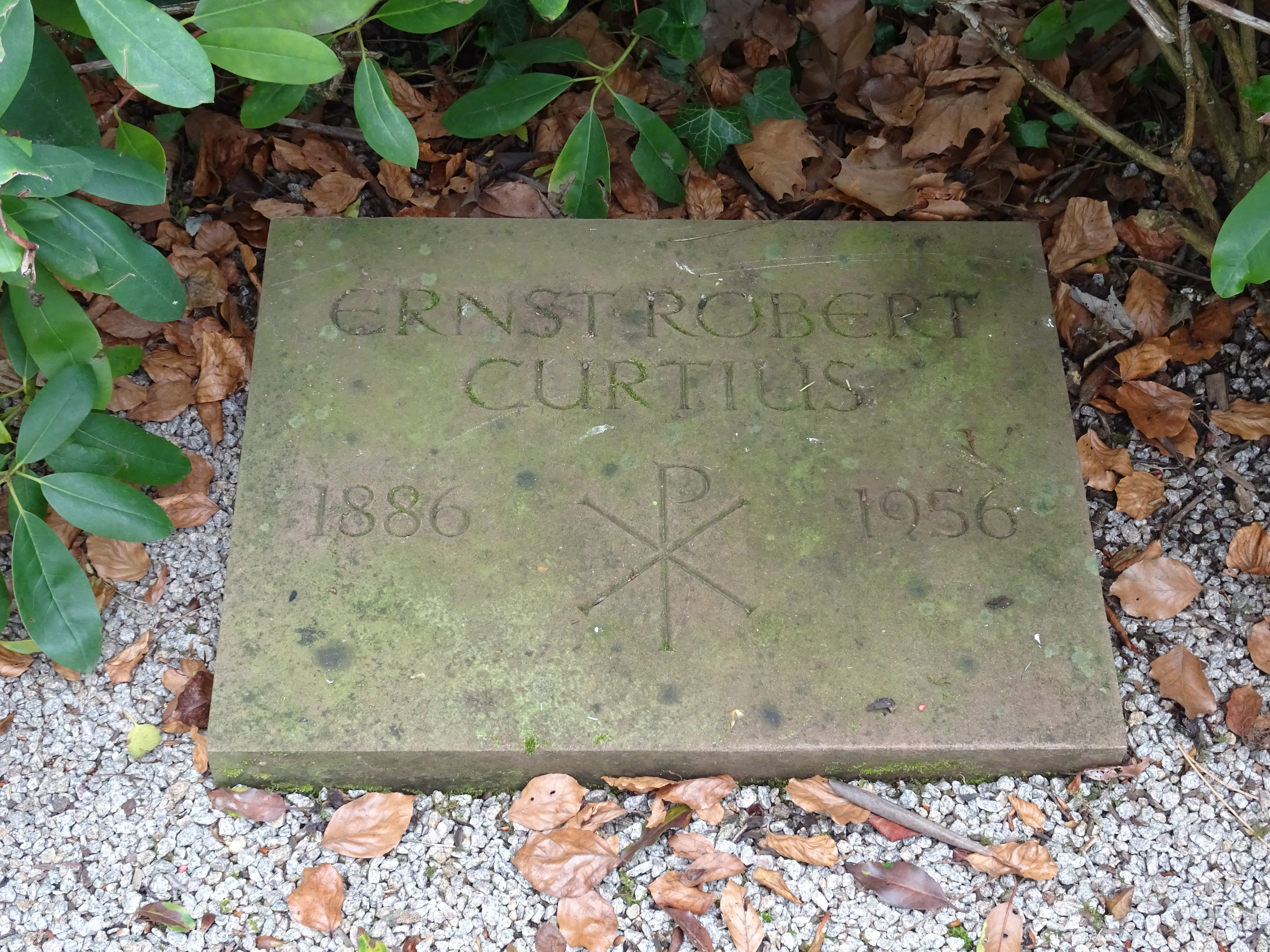
Tumba de Ernst Robert Curtius en el cementerio principal de Friburgo de Brisgovia, campo de tumbas 57d.

Ernst Robert Curtius (Thann, Alsacia, 14 de abril de 1886 - Roma, 19 de abril de 1956), fue un importante filólogo, romanista y crítico literario alemán que dedicó su vida al comparatismo cultural.

## Trayectoria
Perteneció a una familia aristocrática, entre cuyos miembros destacaban el filólogo Georg Curtius (1820-1885) y su abuelo Ernst Curtius (Lübeck, 1814 - Berlín, 1896), ilustre historiador y arqueólogo. Su padre, Friedrich, funcionario y director de una iglesia luterana, fue presidente del Consistorio Supremo de Alsacia-Lorena, mientras que su madre, de origen suizo, era la condesa Erlach-Hindelbank.
Ernst Robert Curtius hizo estudios de secundaria en Estrasburgo y a continuación fue a la Universidad para aprender sánscrito y Filología comparada en Berlín (1904). Concluido el periodo formativo, ya en Estrasburgo, se interesó por la literatura medieval gracias a su maestro, el famoso romanista Gustav Gröber, quien dirigió su tesis doctoral, la edición de una versión francesa antigua del Libro de los Reyes (1911). La cultura fronteriza de la ciudad alsaciana pesó, para bien, en toda su obra y en su pensamiento comparador.
Se interesó tras esta experiencia intelectual por la literatura francesa y dedicó sus esfuerzos a hacer comprender la cultura de Francia al mundo alemán. Entabló amistad con André Gide, Max Scheler, Stefan George, Jean-Paul Sartre, Thomas Mann y otras personalidades artísticas e intelectuales europeas del momento. 
En 1913 fue nombrado profesor libre de Filología románica de la Universidad de Bonn, donde enseñó literatura francesa moderna, y al año siguiente publicó el libro con el que obtuvo ese título, Ferdinand Brunetière, una aportación a la historia de la crítica francesa. Su interés se fue desplazando por entonces de la literatura francesa a la literatura inglesa; estudió la obra de James Joyce y traduce a T. S. Eliot. Toda esta etapa lo llevó a formarse la idea de una cultura europea común frente a las ideologías nacionalistas extremas tan propias de la época.
Tras ganar la cátedra de literaturas románicas de la Universidad de Bonn, retornó a la literatura medieval como su principal centro de interés. Curtius dirigió allí, entre muchas otras, la tesis doctoral de una figura crucial como Herbert Dieckmann. 
Su Die Französische Kultur (1931), es una significativa defensa de la cultura francesa, que concluye con las características del genio francés: su muy singular recreación de Roma, su variedad temática.

### Los años críticos
En 1932, Curtius publicó Deutscher Geist in Gefahr (El espíritu alemán en peligro), panfleto en el cual denunciaba el riesgo en el que se encontraba la intelectualidad alemana, y se manifestó a favor de un nuevo Humanismo en parte elitista, opuesto a los movimientos de extrema izquierda y al Nacionalismo fascista. Estas ideas le ocasionaron serios problemas con la llegada del Nazismo al poder (1933); sin embargo, se mantuvo firme en su posición y sobrevivió al régimen en su cargo universitario, a pesar de haber sido continuamente vigilado. 
Fue el suyo un "exilio interior" de 15 años. Mantuvo por esta época una intensa correspondencia con Gertrud Bing, asistente de Aby Warburg y posterior directora del Instituto Warburg (Londres), la cual dio cuenta de esta difícil etapa de Curtius.
Al terminar la Segunda Guerra Mundial, Curtius se dedicó a reunir en un libro sus ideas acerca de la cultura europea occidental, heredera, a través del puente de la latinidad medieval, del mundo antiguo. 
Publicó sus conclusiones en la que sería su obra cumbre, Europäische Literatur und lateinisches Mittelalter (Literatura europea y Edad Media latina, 1948), donde pretende demostrar la continuidad entre la cultura romana y la cultura europea occidental a través de la latinidad medieval y el gran sesgo retórico que tuvo la literatura del Medioevo. Es visible el influjo de Gröber o Warburg, entre otros, pero también del caótico momento que le correspondió vivir a Curtius. Su polémica obra fue ensalzada por quienes la consideran fundamental para la medievalística (por su método y por su exhaustividad), pero rechazada por quienes la juzgan incompleta y carente de bases teóricas sólidas. En este libro, además de mostrar con muchos ejemplos la pervivencia y unidad de los valores del mundo antiguo grecolatino a través de la Edad Media, divulgaba la idea de que la Retórica clásica influyó de forma determinante el estilo, los tópicos, los géneros y hasta el pensamiento mismo de la literatura europea durante los siglos oscuros. 
En 1950, fueron publicados sus Ensayos críticos sobre la literatura europea, prologados en Bonn, con referencias por un lado a Virgilio, Goethe, Friedrich Schlegel, Balzac, Emerson, Hofmannsthal, Stefan George, Herman Hesse, T. S. Eliot o Joyce; por otro a Calderón de la Barca, Unamuno, Ortega y Gasset, Jorge Guillén o Ramón Pérez de Ayala. De nuevo la 'continuidad cultural' es la guía profunda de su argumentación.
Además apareció su traducción del Teseo de André Gide. En 1952 publicó una selección poética de Jorge Guillén con un interesante estudio preliminar. 
Su Französischer Geist im 20. Jahrhundert (1952), sobre diferentes autores franceses, tiene sus orígenes en unas conferencias de 1914 que fue ampliando a lo largo de los años en diferentes ediciones, cada vez más extensas y variadas.
En 1951 se retiró de la docencia. Pero fue convencido para que hiciese un diario de lecturas para Die Tat de Zúrich, lo que dio lugar a su librito Büchertagebuch (Diario de lecturas). Sus apuntes son reveladores de la gran variedad de sus intereses y de su atención por un presente (los años de posguerra alemanes) que le planteaba grandes dudas.
Recibió un doctorado honoris causa en La Sorbona (1954): fue, de hecho, el primer alemán en recibirlo tras la guerra. Falleció durante una estancia en Roma (Italia), el 19 de abril de 1956.

## Obras y ediciones en español
- Quatre livre des Reis (1911), Dresde-Halle, Niemeyer, 1911.
- Die literarischen Wegbereiter des neuen Frankreischs (1919), Potsdam, Gustav Kiepenheuer, 1920.
- Die Französische Kultur (1931), Stuttgart-Berlín, DVA, 1930. Trad. francesa: Essai sur la France, París, L'aube, 1990
- Deutscher Geist in Gefahr (1932), Stuttgart, Deutscher Verlag, 1932.
- Europäische Literatur und lateinisches Mittelalter  (1948), Berna, A. Francke, 1948. Trad.: Literatura europea y Edad Media latina, México, Fondo de Cultura Económica, 1955, por Antonio Alatorre y Margit Frenk Alatorre.
- Französischer Geist im 20. Jahrhundert (1952), Berna, 1952. Trad.: El espíritu francés en el siglo XX, Boadilla del Monte, Machado Libros, 1992, por Ruth Zauner.
- Kritische Essays zur europäischen Literatur, Berna, A. Francke, 1950; muy ampliada en la segunda edición, de 1954. Trad.: Ensayos críticos sobre la literatura europea, Barcelona, Seix Barral, 1975 (reed. Boadilla del Monte, A. Machado Libros, 1989), por Eduardo Valentí Fiol.
- Gesammelte aufsätze zur Romanischen Philologie (1960), Múnich, Francke, 1960.
- Büchertagebuch, Berna, A. Francke, 1960. Trad.: Diario de lecturas, Madrid, Taurus, 1969, por Jorge Deike.
- Escritos de humanismo e hispanismo, ed. y trad. de Antonio de Murcia, Madrid, Verbum (Col. verbum Mayor), 2011.